# Claudetita
La claudetita és un mineral de la classe dels òxids, que pertany i dona nom al grup de la claudetita. Rep el seu nom de F. Claudet, químic francès qui va descriure per primera vegada el mineral.

## Característiques
La claudetita és un òxid de fórmula química As₂O₃. Cristal·litza en el sistema monoclínic. La seva duresa a l'escala de Mohs és 2,5. És un mineral dimorf de l'arsenolita.
Segons la classificació de Nickel-Strunz, la claudetita pertany a «04.CB: Òxids amb proporció metall:oxigen = 2:3, 3:5, i similars, amb cations de mida mitja» juntament amb els següents minerals: brizziïta, corindó, ecandrewsita, eskolaïta, geikielita, hematites, ilmenita, karelianita, melanostibita, pirofanita, akimotoïta, romanita, tistarita, avicennita, bixbyita, armalcolita, pseudobrookita, mongshanita, zincohögbomita-2N2S, zincohögbomita-2N6S, magnesiohögbomita-6N6S, magnesiohögbomita-2N3S, magnesiohögbomita-2N2S, ferrohögbomita-2N2S, pseudorútil, kleberita, berdesinskiïta, oxivanita, olkhonskita, schreyerita, kamiokita, nolanita, rinmanita, iseïta, majindeïta, estibioclaudetita, arsenolita, senarmontita, valentinita, bismita, esferobismoïta, sil·lenita, kyzylkumita i tietaiyangita.

## Formació i jaciments
Va ser descoberta l'any 1868 a la mina São Domingos, a Corte do Pinto, al districte de Beja, a Portugal. Ha estat descrita a altres indrets arreu del planeta, tot i que els jaciments on s'hi pot trobar són escassos.